# Елена Павловна
Елена Павловна e руска княгиня – дъщеря на руския император Павел I и принцеса София Доротея Вюртембергска. Тя е сестра на император Александър I и на император Николай I.

## Биография
Елена Павловна е родена на 24 декември 1784 г. в Петербург. Получава обичайно за руските принцеси образование. Била е любимата внучка на баба си,  Екатерина Велика, която я наричала „Елена от Троя“, заради физическата й красота.[източник? (Поискан днес)]
През 1790 г. е сгодена за принц Фридрих Лудвиг фон Мекленбург-Шверин, който е най-възрастният син на великия херцог на Мекленбург-Шверин, велик херцог Фридрих Франц I фон Мекленбург-Шверин (1756 – 1837) и принцеса принцеса Луиза фон Саксония-Гота-Алтенбург (1756 – 1808). Елена Павловна и Фридрих Лудвиг се женят на 23 октомври 1799 в двореца Гатчина, след което се установяват за постоянно в Шверин.
През 1800 г. Елена Павловна ражда първото си дете, бъдещият велик херцог на Мекленбург-Шверин, Павел Фридрих. 1801 г. се оказва тежка за Елена. В една седмица тя губи баща си, който е убит, и сестра си Александра Павловна. През март 1803 г. Елана Павловна ражда второто си дете, което нарича на майка си, Мария.
През септември 1803 г. Елена Павловна се разболява сериозно и умира скоро след това, на 24 септември 1803 г. Погребана е в мавзолея в Лудвигслуст, наречен на нейно име, в който по-късно са погребани и други членове на семейството ѝ.

## Деца
- Павел Фридрих (* 15 септември 1800; † 7 март 1842), велик херцог на Мекленбург-Шверин, женен на 22 май 1822 г. за принцеса Фридерика Вилхелмина Александрина Мария Хелена Пруска (* 23 февруари 1803; † 21 април 1892), дъщеря на пруския крал Фридрих Вилхелм III от Прусия (1770 – 1840) и херцогиня Луиза фон Мекленбург-Щрелиц (1776 – 1810)
- Мария Луиза Фридерика (* 31 март 1803; † 26 октомври 1862), омъжена на 7 октомври 1825 г. в Лудвигслуст за херцог Георг Карл Фридрих фон Саксония-Алтенбург (* 24 юли 1796; † 3 август 1853)